# Tuncay Şanlı
Tuncay Volkan Şanlı (16 de gener de 1982) és un exfutbolista turc de la dècada de 2000.
Fou 80 cops internacional amb la selecció turca.
Pel que fa a clubs, defensà els colors de Sakaryaspor, Fenerbahçe SK, Middlesbrough, Stoke City i VfL Wolfsburg.

## Palmarès
Fenerbahçe
- Süper Lig: 2003-04, 2004-05, 2006-07

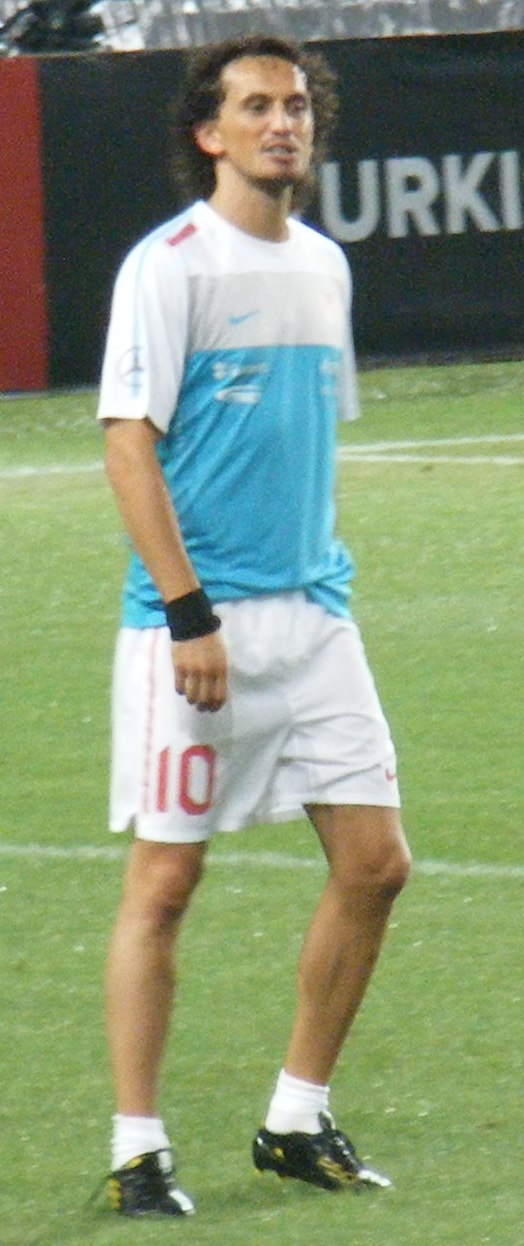
Tuncay amb Turquia el 2010.